# Erra (freguesia)
Erra is een plaats (freguesia) in de Portugese gemeente Coruche en telt 1 129 inwoners (2001).